# Stadhouderskade 52-53
Het complex Stadhouderskade 52-53 is bestaat uit een tweetal herenhuizen aan de Stadhouderskade/Singelgracht in het Museumkwartier te Amsterdam-Zuid.
De qua voorgevel twee symmetrisch identieke huizen werden waarschijnlijk gebouwd in een ontwerp van Nicolaas van der Linden. Hij kocht in 1877 het terrein van de gemeente Amsterdam, hij moest daarbij wel beloven dat de gebouwen gereed zouden zijn voor het toen nieuwe rioleringssysteem van de stad, het Liernurstelsel. Destijds was het gebruik als je ook maar iets deed in de bouw, je ook de panden zelf ontwierp. De bouwtekeningen uit 1879 dragen zijn signatuur. Van der Linden zou een jaar later ook nog een deel van de Stadhouderskade kopen nabij de Frans Halsstraat. Van der Linden liet de gebouwen optrekken in de eclectische bouwstijl, waarin bijna alle gebouwen aan de Stadhouderskade gebouwd zijn.
In de loop der jaren is de symmetrie enigszins verloren gegaan. Zo zijn de voordeuren in 2015 niet meer identiek en heeft nr. 53 nog de originele raamconstructie en nr. 52 kunststof kozijnen.
Nicolaas van der Linden werd omstreeks 1837 geboren in Loosdrecht en stierf op 28 januari 1924. Hij was in 1868 getrouwd met de weduwe Amalia Louisa Poppelbaüm, geboren omstreeks 1833 en overleden 3 januari 1902. Het gezin nam de opvoeding op zich van Joanna Francine Franken uit het eerdere huwelijk van Poppelbaüm. Joanna Francine Franken stierf zelf in 1884 in het kraambed. Nicolaas van der Linden stierf waarschijnlijk in zijn woning Stadhouderskade 54.
Oost ·
160 ·
158 ·
157 ·
156 ·
155 ·
151-154 ·
149-150 ·
145-146 ·
142-144 ·
140-141 ·
137-139 ·
135-136 ·
130-134 ·
129 ·
128 ·
125-127 ·
123-124 ·
116-122 ·
115 ·
110-113 ·
100-101 ·
97 ·
95-96 ·
93-94 ·
92 ·
91 ·
89-90 ·
87-88 ·
86 ·
85 ·
84 ·
82-83 ·
78-79 ·
77 ·
Heineken Brouwerij ·
74 ·
72-73 ·
69-70 ·
68 ·
67 ·
65-66 ·
64 ·
62-63 ·
60-60a ·
58-59 ·
56-57 ·
Willemshuis ·
Van Nispenhuis ·
Kapel van Sint Josephs Gezellen-Vereeniging ·
54 ·
52-53 ·
47-49 ·
Carel Willinkplantsoen ·
Polderhuis ·
Ruysdaelkade 2-4 ·
Judith Leysterbrug ·
42 (Rijksmuseum) ·
40-41 ·
31-35 ·
30 ·
29 ·
Park Centraal Amsterdam ·
Stedemaagd (Vondelpark) ·
Byzantium ·
Koepelkerk ·
12 (Marriott) ·
Persilhuis ·
7 ·
5 ·
3 ·
1 ·
West